# Беделл, Гарриет
Га́рриет Мэ́ри Бе́делл (англ. Harriet Mary Bedell; 19 марта 1875 года, Буффало, штат Нью-Йорк, США — 8 января 1969 года, Давенпорт, штат Флорида, США) — диаконисса в Епископальной церкви; занималась миссионерской деятельностью среди коренных народов США: в Оклахоме среди шайеннов, на Аляске среди атабасков и во Флориде среди индейцев-микасуки. После смерти была признана Епископальной церковью святой.

## Ранние годы и образование
Родилась 19 марта 1875 года в городе Буффало в многодетной семье Хораса Айры Беделла и Луизы Софии, урождённой Оберист. В 1894 году окончила местную Нормальную школу и поступила на работу школьным учителем. В 1906 году, вдохновлённая речью миссионера в церкви о евангельской проповеди в Китае, выразила желание последовать на миссию в эту страну, но уступила просьбам матери, не хотевшей отпускать дочь за границу, и поступила в Нью-Йоркскую школу по подготовке диаконисс, где изучала теологию, миссиологию, педагогику, гигиену и уход за больными. Несколько месяцев обучалась основам сестринского дела в медицинской школе в Буффало.

## Служение
По окончании школы диаконисс в декабре 1907 года Беделл, без посвящения в сан, прибыла на миссию Уирлдуинд в штате Оклахома. Название миссии, которое в переводе означает «Вихрь», было дано ей в честь вождя местных индейцев, дружелюбно настроенного по отношению к христианам, а сама миссия была основана в 1897 году. Здесь Беделл занималась просветительской деятельностью среди шайеннов, преподавала в миссионерской школе и оказывала посильную медицинскую помощь. Во время работы на миссии она познакомилась со святым дьяконом Дэвидом Пендлетоном Оукерхейтером. Шайенны приняли Беделл в своё племя и дали ей новое имя — Виксехия, что в переводе означает «Женщина-птица». Почти десять лет она прослужила в миссии Уирлуинд, когда у неё был выявлен туберкулёз, после чего церковное руководство отправило её на лечение в город Денвер в штате Колорадо.
В 1916 году Совет миссий перевёл Беделл в удалённый миссионерский стан среди атабасков в Стивенс-Виллидж на Аляске, расположенный недалеко от Полярного круга, доверив ей преподавание в миссионерской школе в поселении Ненана. В 1917 году её перевели в соседнее поселение Танана, где она была единственным миссионером в течение трёх лет. Здесь Беделл основала миссионерскую школу-интернат. 14 сентября 1922 года во время Генеральной конвенции Епископальной церкви в городе Портленд в штате Орегон она была рукоположена в сан диакониссы епископом Аляски Питером Тримблом Роу в церкви Святого Марка.
Миссионерская работа Беделл зависела от внешней поддержки — и после начала Великой депрессии, которая отрицательно сказалась на сборе средств, она в 1931 году вернулась в Нью-Йорк за сбором пожертвований. Ей удалось собрать достаточно средств, чтобы погасить долги миссии, но недостаточно для продолжения своей деятельности, поэтому школу пришлось закрыть. Во время поездки по сбору средств Беделл посетила резервацию микасуки в Южной Флориде и была потрясена бедственным положением, в котором находились здесь коренные американцы.

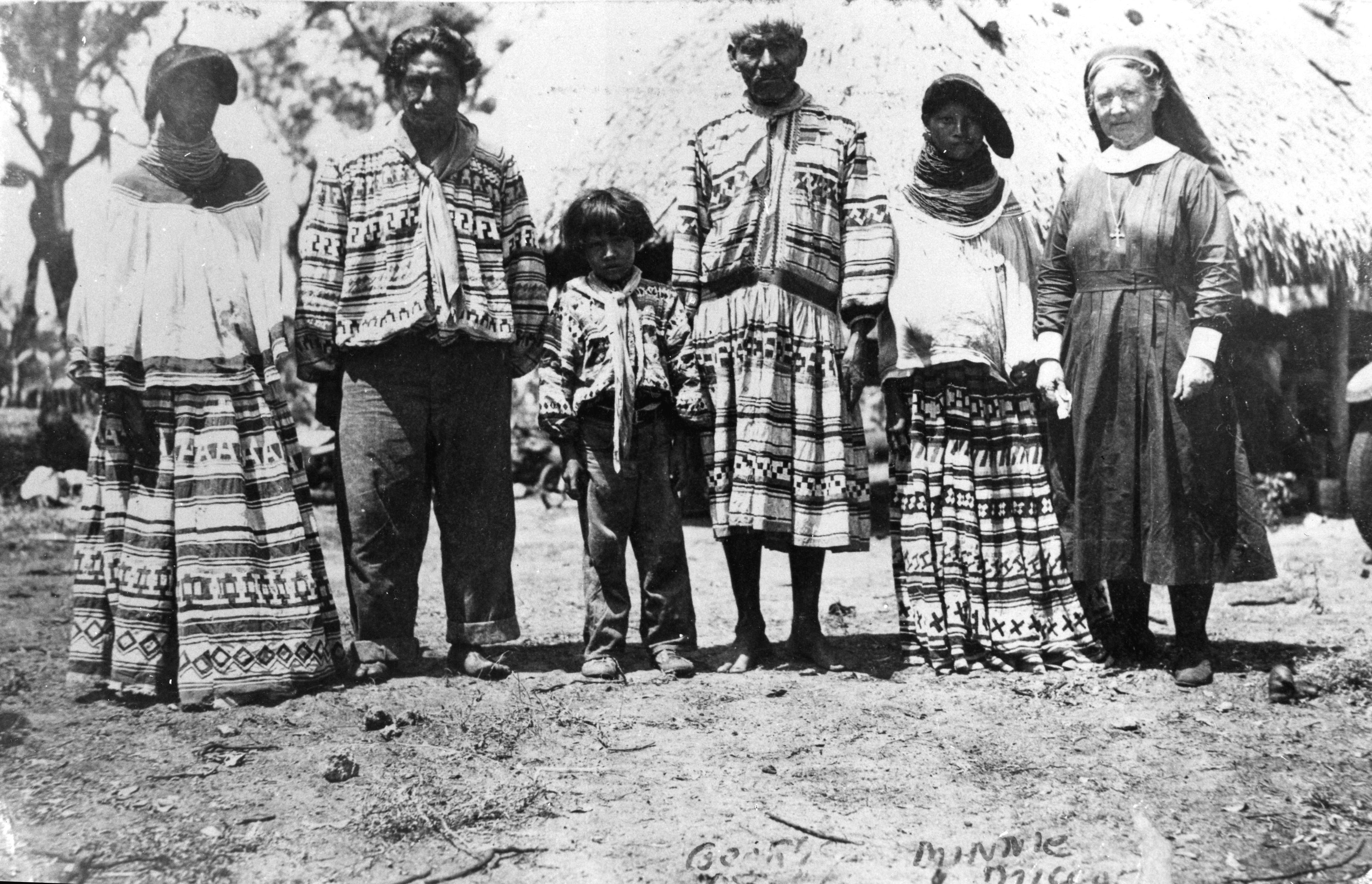
Гарриет Беделл (справа) с индейцами микасуки в их поселении

В 1933 году миссионерка снова прибыла сюда и восстановила миссию Глэйд-Кросс в Эверглейдс-Сити, которая была основана епископом Уильямом Крейном Греем в 1898 году. Беделл также основала миссию Христа Спасителя в Коллиер-Сити. Следующие три десятилетия она работала с евроамериканцами, афроамериканцами и коренными народами США на юго-западе Флориды, преподавала в местной миссионерской школе и посещала заключённых в окружной тюрьме. Микасуки приняли её в своё племя и дали новое имя Инкошопи, что означает «Женщина, которая молится». Беделл убедила женщин-микасуки возродить навыки изготовления кукол и плетения корзин и сложных лоскутных узоров на традиционной одежде. Миссионерка помогала им продавать свои работы туристическим компаниям — как по договорённости с «Коллиер Компани», так и напрямую через сеть универмагов, вытесняя с прилавков местных магазинов иностранную продукцию, имитирующую традиционные индейские изделия. Продажи в магазине декоративно-прикладного искусства в миссии Глейд-Кросс помогли обеспечить доход и улучшить условия проживания микасуки, а также помогли сохранить им традиционный уклад жизни. В своей миссионерской деятельности Беделл придерживалась прежде всего проповеди делом, которое соответствовало слову и духу Евангелия. Она заботилась об образовании и здоровье людей, среди которых жила, с уважением относилась к их культуре, что помогало коренным американцам принимать христианство, не теряя своей идентичности. Усилиями миссионерки у микасуки появилась традиция праздновать Рождество Христово кратким церковным богослужением, небольшими подарками и застольем. Она не только помогла восстановить местным индейцам традиционные ремёсла, но и привила им правила гигиены, способствовала распространению чтения среди молодёжи, раздавая книги из своей библиотеки.
В 1947 году Беделл пригласили прочитать молитву во время официального открытия национального парка Эверглейдс, где также присутствовал президент США Гарри Трумэн. Миссионерке выделили пенсию в 1943 году, когда ей исполнилось 72 года; в том же году миссия Глэйдс-Кросс перешла в ведение церкви Святого Стефана в Коконат-Гров. Однако Беделл продолжала своё служение в церкви до 80 лет. Она была одним из самых популярных авторов национального периодического издания епископальной миссии «Дух миссий». Когда в 1960 году ураган Донна разрушил её дом и миссию Глэйд-Кросс, епископ Южной Флориды пригласил 85-летнюю диакониссу поселиться в гостинице «Епископ Грей Инн» в Давенпорте. Здесь она прожила последние годы, готовя миссионеров, занимаясь преподаванием в воскресной школе и работая в лазарете. Скончалась 8 января 1969 года на 94-м году жизни, была похоронена на кладбище Форест-Хилл в Хейнс-Сити в округе Полк.

## Память
Сразу после смерти подвижницы её память в день упокоения ежегодно отмечалась в диоцезе Юго-Западной Флориды. В 2009 году имя Гарриет Беддел было внесено в Календарь литургической памяти и праздников Епископальной церкви; её память отмечается 8 января. В 2000 году Беделл была названа «Великим флоридцем», по этому случаю в музее в Эверглейдс-Сити была установлена мемориальная доска.
Часть сделанных ею фотографий коренных американцев она передала Музею американских индейцев ещё в 1940—1942 годах, а после её смерти архив Гарриет Беделл был передан штату Флорида, благодаря чему многие фотографии, сделанные диакониссой во время служения, стали доступны в интернете.

## Комментарии
1. ↑  В англиканстве нет института канонизации святых. Термин «святой» здесь понимается согласно 79-й резолюции Ламбетской конференции 1958 года о святых и героях христианской веры в англиканском сообществе[2]. Епископальная церковь признала святой Гарриет Мэри Беделл и внесла её имя в свой Литургический календарь с ежегодной памятью 8 января[3].